# Фердинанд Фрітум
Фердинанд Фрітум (нім. Ferdinand Frithum) — австрійський футболіст, що грав на позиції нападника. Після завершення ігрової кар'єри — футбольний тренер. Як тренер: володар Кубка Мітропи 1931, дворазовий чемпіон Австрії і дворазовий володар Кубка Австрії. 

## Кар'єра гравця
У складі клубу «Ферст Вієнна» (Відень) дебютував у вищому дивізіоні у сезоні 1911/12, зігравши в одному матчі чемпіонату. Після вильоту команди з вищої ліги Фрітум перейшов у клуб «Вінер АК», у якому дебютував у сезоні 1915/16, взявши участь у 13 матчах, у яких забив 7 голів. 
У червні 1918 року виступав у складі збірної Відня. Взяв участь у розгромній перемозі над збірною Кракова (8:0), виступаючи на незвичній позиції захисника.
По завершенні чемпіонату 1917/18 залишив ВАК, повернувшись до «Ферст Вієнни». Допоміг команді здобути перемогу в другому дивізіоні першості 1918/19
років. Після повернення в еліту клуб посів десяте місце серед дванадцяти учасників, а Фрітум став найкращим бомбардиром своєї команди, забивши 16 голів, при тому, що команда загалом забила 36. Завершив виступи у складі команди у 1922 році.
У 1919 році зіграв свій єдиний матч у складі національної збірної Австрії. Зіграв на позиції центрального нападника у грі проти збірної Угорщини (2:3).

## Кар'єра тренера
У 1926 році став головним тренером «Вієнни». Працював у команді до 1935 року. Цей період став одним з найуспішнішим у історії клубу. У 1929 році «Вієнна» стала лише сьомою у чемпіонаті, але вперше у своїй історії здобула кубок Австрії. У вирішальній грі «Вієнна» перемогла «Рапід» з рахунком 3:2, завдяки голам Гібіша, Герольда і Гшвайдля. Завдяки перемозі у кубку Австрії, клуб дебютував у кубку Мітропи влітку 1929 року. В чвертьфіналі «Вієнна» перемогла чемпіона Угорщини «Хунгарію» (4:1 і 1:0), але у півфіналі поступилась чемпіону Чехословаччини «Славії» — 3:2, 2:4.
У 1930 році «Вієнна» посіла третє місце у чемпіонаті і вдруге поспіль перемогла у національному кубку. У фінальній грі команда Фрітума виграла з рахунком 1:0 у «Аустрії» завдяки голу Фрідріха Гшвайдля на 77-й хвилині. Як володар кубка країни 1930 року, «Вієнна» взяла участь у двох міжнародних турнірах. Спочатку клуб зіграв у Кубку Націй, міжнародному турнірі, що відбувся влітку 1930 року в Женеві, організований місцевою командою «Серветт». Участь у Кубку Націй узяли діючі чемпіони або володарі кубків своїх країн, за винятком Іспанії. «Вієнна» перемогла швейцарський «Серветт» (7:0) і німецький «Фюрт» (7:1), у півфіналі поступилась чемпіону Чехословаччини «Славії» (1:3), а у матчі за третє місце вдруге переграла «Серветт» з рахунком 5:1. В липні клуб також зіграв у кубку Мітропи, де у першому раунді поступився чехословацькій «Спарті» (1:2, 2:3).
У сезоні 1930/1931 «Вієнна» вперше у своїй історії завоювала титул чемпіона Австрії. Клуб на два очка випередив «Адміру» і на три «Рапід». Основу команди складали: воротар Карл Горешовський, захисники Карл Райнер і Йозеф Блум, півзахисники Леопольд Гофманн, Віллібальд Шмаус, Отто Каллер і Леонард Маху, нападники Антон Брозенбауер, Йозеф Адельбрехт, Фрідріх Гшвайдль, Густав Тегель, Леопольд Марат і Франц Ердль.
Переможно виступила команда у кубку Мітропи 1931 року. Клуб завершив змагання зі стовідсотковим показником у вигляді шести перемог у шести матчах. В чвертьфіналі «Вієнна» перемогла угорський «Бочкаї» (3:0 і 4:0). У півфінальних матчах клуб двічі переміг італійську «Рому» 3:2 і 3:1. У фіналі кубка зійшлися дві австрійських команди — чемпіон країни «Ферст Вієнна» і володар кубка ВАК, у складі якого виступав найсильніший австрійський воротар того часу Рудольф Гіден, а також інші австрійські зірки — Карл Сеста, Георг Браун, Гайнріх Мюллер та інші. У домашній грі «Вієнна» вирвала перемогу з рахунком 3:2 після автоголу захисника ВАКу Йоганна Бехера на 87-й хвилині гри. У матчі-відповіді команда Фрітума вдруге переграла суперника з рахунком 2:1 завдяки дублю у першому таймі нападника Франца Ердля.
Чемпіонат 1931/32 «Вієнна» завершила на другому місці, пропустивши вперед себе «Адміру». У кубку Мітропи клуб дістався півфіналу, де зустрічався з італійською «Болоньєю». Враховуючи те, що учасники другого півфіналу «Ювентус» (Турин) і «Славія» (Прага) були дискваліфіковані, переможець двобою між «Вієнною» і «Болоньєю» фактично ставав переможцем турніру. У першій грі в Італії господарі здобули перемогу з рахунком 2:0. У матч-відповіді у Відні нападник австрійців Франц Шенветтер відзначився голом на самому початку гри, але на більше команда не спромоглася, тому результат 1:0 на користь господарів приніс загальну перемогу італійській команді. 
У сезоні 1932/33 «Ферст Вієнна» вдруге стала чемпіоном, на три очка випередивши «Рапід». У кубку Мітропи 1933 команда вилетіла після програшу італійській «Амброзіані-Інтер» (1:0, 0:4). Після цього Фрітум ще два сезони керував командою, але без значних успіхів. Команда займала четверте і третє місця відповідно. У 1935 році Фердинанд залишив тренерський місток клубу, який зайняв його підопічний Фрідріх Гшвайдль.
У сезоні 1936-1937 тренував французький клуб «Мец».
| Дата      | Місто    | Господарі | Результат | Гості   | Турнір           | Голи | Примітки |
| --------- | -------- | --------- | --------- | ------- | ---------------- | ---- | -------- |
| 9-11-1919 | Будапешт | Угорщина  | 3 – 2     | Австрія | товариський матч | -    |          |
| Усього    |          | Матчів    | 1         |         | Голів            | 0    |          |

### Статистика виступів за збірну Відня
| № | Дата       | Місце проведення | Команда 1       | Рахунок | Команда 2        | Голи |
| - | ---------- | ---------------- | --------------- | ------- | ---------------- | ---- |
| 1 | 27.09.1914 | Прага            | Чехія           | 5:0     | Відень (2 ліга)  |      |
| 2 | 02.06.1918 | Краків           | Краків (Польща) | 0:8     | Відень (Австрія) |      |

## Титули і досягнення
Як гравця
- Переможець Другого дивізіону чемпіонату Австрії (1):

«Вієнна» (Відень): 1919
Як тренера
- Володар Кубка Мітропи (1):

«Вієнна» (Відень): 1931
- Чемпіон Австрії (2):

«Вієнна» (Відень): 1930–1931, 1932–1933
- Срібний призер чемпіонату Австрії (1):

«Вієнна» (Відень): 1932
- Бронзовий призер чемпіонату Австрії (3):

«Вієнна» (Відень): 1928, 1930, 1935
- Володар Кубка Австрії (2):

«Вієнна» (Відень): 1929, 1930
- Третє місце Кубка Націй (1):

«Вієнна» (Відень): 1930